# Saga, Xigazê
Saga (chữ Tạng: ས་དགའ་རྫོང་; Wylie: sa dga' rdzong; ZWPY: Saga Zong; tiếng Trung: 萨嘎县; bính âm: Sàgā Xiàn, Hán Việt: Tát Dát huyện) là một huyện của địa khu Xigazê (Nhật Khách Tắc), khu tự trị Tây Tạng, Trung Quốc.

### Trấn
- Gia Gia (加加镇)

### Hương
- Hạ Như (夏如乡)
- Đán Dát (旦嘎乡)
- Đạt Cát Lĩnh (达吉岭乡)
- Như Giác (如角乡)
- Lạp Tạng (拉藏乡)
- Hùng Như (雄如乡)
- Xương Quả (昌果乡)